# Woolsack

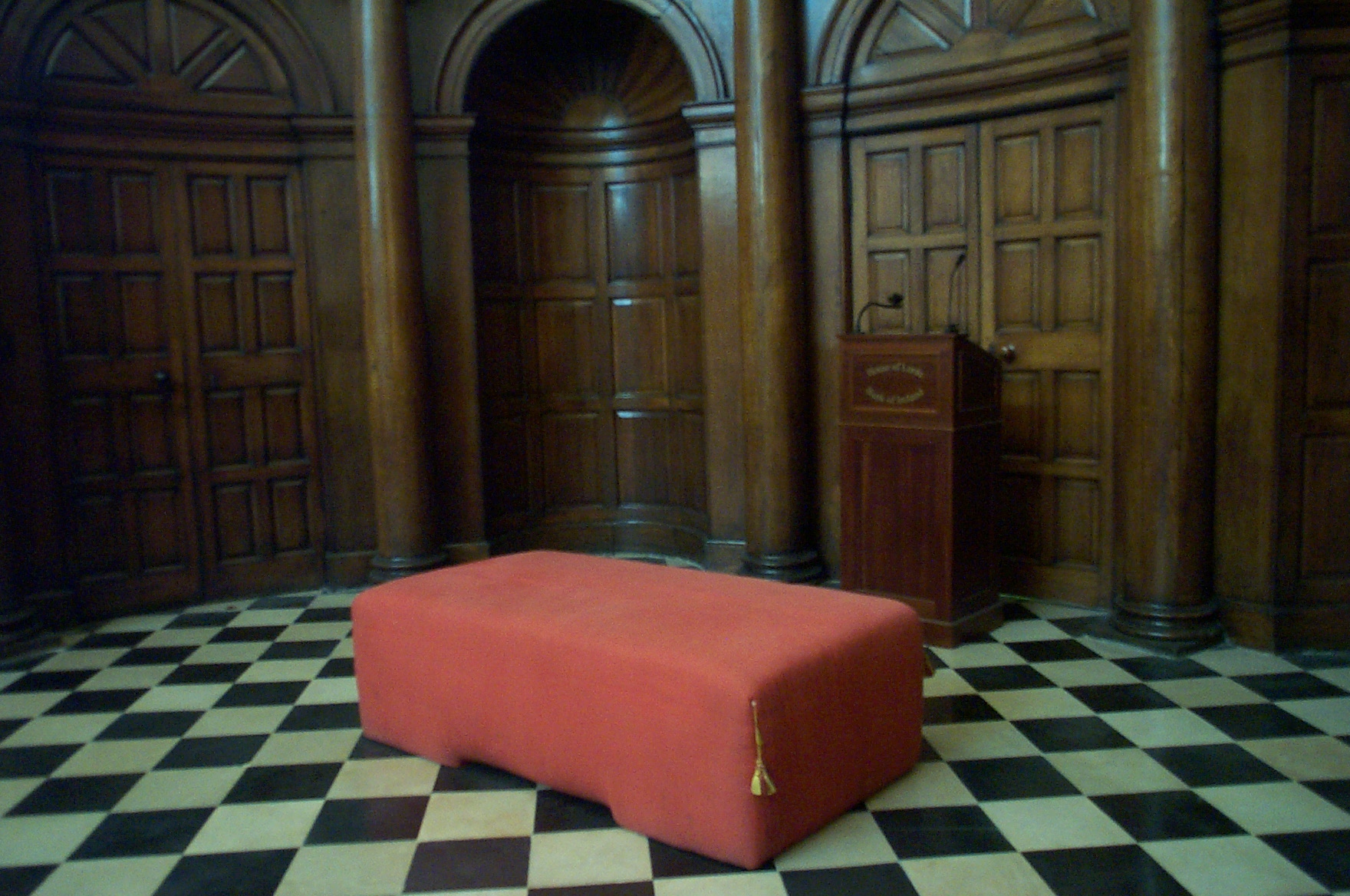
Der Woolsack im ehemaligen irischen House of Lords.

Der Woolsack ist der Sitzplatz des Lordkanzlers (bzw. seit 2006 des Lord Speaker) im britischen House of Lords. Er ist ein großes, mit Wolle gestopftes Kissen und mit rotem Stoff überzogen. Der Amtsstab des Lordkanzlers wird auf den hinteren Teil des Woolsacks gelegt.
Das erste Kissen dieser Art wurde im 14. Jahrhundert eingeführt und war ursprünglich mit englischer Wolle gestopft. Es symbolisierte die große Bedeutung des Wollgewerbes und den Reichtum des Landes. Heutzutage allerdings wird Wolle aus zahlreichen Ländern des Commonwealth verwendet, um die Einheit des Commonwealth zu symbolisieren.
Der Lordkanzler darf vom Woolsack aus sprechen, wenn er dies in seiner Funktion als Ratsvorsitzender tut. Nimmt er jedoch an der Debatte teil, muss er dies entweder links vom Woolsack stehend tun oder auf den normalen Sitzplätzen der Lords Platz nehmen.
Den Woolsack gab es bis zur Auflösung um 1800 auch im damaligen irischen House of Lords.